# Bouzemont
Bouzemont là một xã, nằm ở tỉnh Vosges trong vùng Grand Est của Pháp. Xã này có diện tích 4,97 kilômét vuông, dân số năm 1999 là 44 người. Xã này nằm ở khu vực có độ cao từ 297–413 m trên mực nước biển.
Dân địa phương tiếng Pháp gọi là Bouzemontois.

## Biến động dân số
| 1962                                         | 1968 | 1975 | 1982 | 1990 | 1999 |
| -------------------------------------------- | ---- | ---- | ---- | ---- | ---- |
| 59                                           | 61   | 38   | 32   | 30   | 44   |
| Số liệu từ năm 1962: Dân số không tính trùng |      |      |      |      |      |